# محمد عطا عباس
محمد عطا عباس (10 مارس 1948 في قرية منشأة منصور التابعة لمركز اجا بمحافظة الدقهلية - ) كان مستشار لوزير العدل القطري ومحافظًا للإسكندرية في سبتمبر 2012. خلفاً لأسامة الفولي.

## المشوار الدراسي والمهني
حصل على ليسانس الشريعة والقانون عام 1973م بتقدير جيد جدا من جامعة الأزهر، وحصل على دبلوم الدراسات العليا في الشريعة الإسلامية عام 1974 بتقدير جيد جداً من جامعة القاهرة، كما حصل على دبلوم الدراسات العليا في القانون العام سنة 1977 من كلية الحقوق جامعة عين شمس.
شغل عددا من الوظائف كان آخرها نائب رئيس مجلس الدولة المصري، عمل عضوا بهيئة مفوضي الدولة، ومفوضا لمحافظة كفر الشيخ ومحافظة البحيرة، ومفوضا بالمحاكم الإدارية والتأديبية، وعضواً بهيئة مفوضى الدولة بالمنصورة، وعضواً بالمحكمة التأديبية بطنطا، وعضوا بمحكمة القضاء الإدارى بالمنصورة وطنطا، ورئيسا للدائرة الأولى بالمنصورة، ورئيسا للدائرة الثانية لدى محكمة القضاء الإدارى بالدقهلية، ورئيسا لمحكمة القضاء الإدارى ببنها.
كما عمل عضوا بإدارة الفتوى برئاسة الجمهورية والمحافظات، ورئيسا لإدارة فتوى وزارات الثقافة والآثار والسياحة والإعلام والقوى العاملة كما عمل رئيسا للجنة التقييم بهيئة سوق المال، وشغل عضوية مجالس تأديب أعضاء هيئة التدريس بجامعات الزقازيق وطنطا وقناة السويس.
تمت إعارته مستشارا لوزير العدل القطرى لمدة ست سنوات، وانتدابه للتدريس في مادة التشريعات الإسلامية بكلية الحقوق جامعة الزقازيق.